# Auflance
Auflance település Franciaországban, Ardennes megyében. Lakosainak száma 81 fő (2022. január 1.). Auflance Moiry, Puilly-et-Charbeaux és Sapogne-sur-Marche községekkel határos.

## Népesség
A település népességének változása:
| Lakosok száma | 134  | 100  | 104  | 88   | 84   | 85   | 86   | 87   | 85   | 81   |
|               | 1968 | 1982 | 1990 | 2006 | 2013 | 2015 | 2017 | 2019 | 2020 | 2022 |